# Alpha Hydrae
Ne doit pas être confondu avec Alpha Hydri.
Désignations
Alphard, également connue par sa désignation de Bayer Alpha Hydrae (α Hya / α Hydrae), est l’étoile la plus brillante de la constellation de l’Hydre. Sa magnitude apparente est de 1,98. D'après la mesure de sa parallaxe annuelle par le satellite Hipparcos, l'étoile est située à environ ∼ 180 a.l. (∼ 55,2 pc) de la Terre. Elle se rapproche du Système solaire à une vitesse radiale de −4,6 km/s.

## Noms
Alphard est le nom propre de l'étoile qui a été approuvé par l'Union astronomique internationale le 20 juillet 2016. Il s'agit d'un nom traditionnel qui vient de l’arabe الفرد (al-fard), « la solitaire », puisqu’il n’y a aucune autre étoile brillante près d’elle.
Elle est aussi connue comme la « base/colonne vertébrale du Serpent » par les Arabes.
Dans la Chine antique, elle faisait partie d’une constellation appelée « l’oiseau rouge/le Loriot ».
L’astronome européen Tycho Brahe lui attribua comme  surnom Cor Hydræ, le cœur du serpent.

## Caractéristiques principales
Alphard fait trois fois la masse du Soleil. L’âge estimé de cette étoile est de 420 millions d’années et elle a évolué hors de la séquence principale pour devenir une étoile géante dont la classification spectrale est K3 IIIa, avec la lettre « a » qui indique qu'elle est particulièrement lumineuse pour une étoile de ce type. Son diamètre angulaire a été mesuré par l’interférométrie à très longue base (VLBI – Very Long Baseline Interferometry), donnant une valeur de 9,09 ± 0,09 millisecondes d'arc (mas). Elle s'est étendue jusqu'à 50 fois le rayon du soleil.
Le spectre de cette étoile montre un léger excès de baryum, un élément qui est normalement produit par le processus s de nucléosynthèse stellaire. De manière typique, une étoile à baryum appartient à un système binaire et les anomalies dans les abondances sont expliquées par un transfert massif depuis un compagnon naine blanche.
Des mesures précises de la vitesse radiale d'Alphard ont montré des variations de sa vitesse radiale stellaire et de ses raies spectrales. Les oscillations sont multi-périodiques avec des périodes de plusieurs heures jusqu'à plusieurs jours. Les oscillations à court terme ont été interprétées comme un résultat de pulsations stellaires similaires à celles du Soleil. Une corrélation entre les variations dans l'asymétrie du profil des raies spectrales et la vitesse radiale a aussi été trouvée. Les oscillations multi-périodiques font d’Alphard (HD 81797) un objet d’intérêt pour les investigations astérosismologiques.